# Imbé (praia)

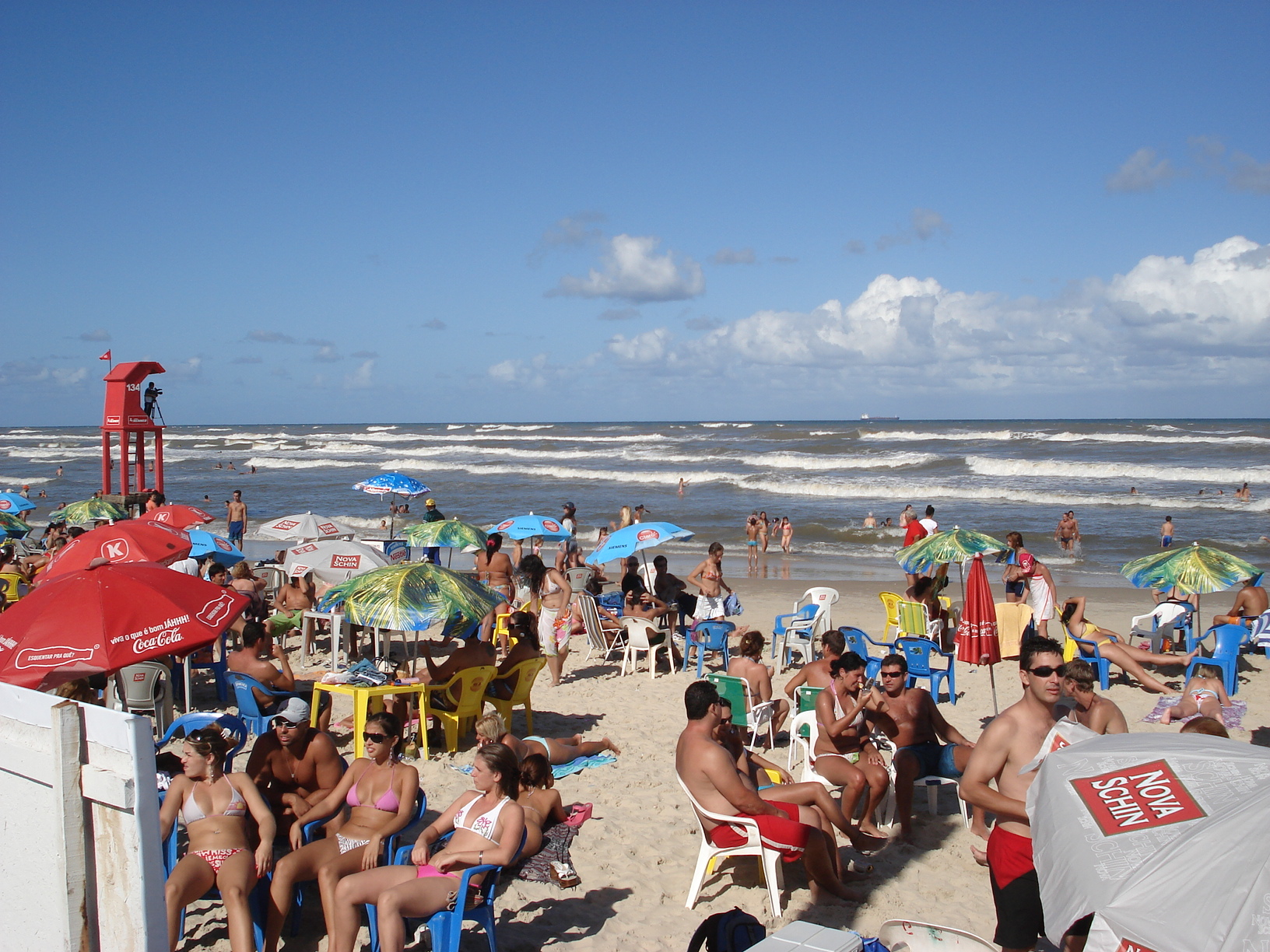
Vista da Praia de Imbé

Praia Imbé é uma praia brasileira do estado do Rio Grande do Sul. 
É um dos balneários que compõem a orla marítima de Imbé, município que faz divisa pelo litoral com Osório ao norte e com Tramandaí ao sul e que tem como vias de acesso a RS-389, conhecida como Estrada do Mar, e a BR-290 para quem vem de Porto Alegre e região metropolitana.
É o balneário sede do município. Destaque para a avenida Paraguassu, que atravessa todo o balneário e em cujas laterais há vários estabelecimentos comerciais que servem à população fixa e a flutuante dessa praia.
Comparando distâncias desse balneário com as capitais mais próximas e tomando como ponto de partida a sede de Imbé, a distância é de 130 quilômetros de Porto Alegre e 348 quilômetros de Florianópolis.
Tem como principais pontos turísticos: a Barra do Imbé, que fica perto da ponte que divide os municípios Imbé e Tramandaí,e também, o museu do CECLIMAR.